# ジャンブリ
ジャンブリ（仏: Gembrie）は、フランス南西部のオクシタニー県に属するコミューン。

## 地理
県の東部、ウルース川沿いのバルスと呼ばれる地域に位置し、南にはピレネー山脈が聳える。県都のタルブからは南東へ50km、小郡の中心地のモレオン＝バルスからは北へ4kmのところにある。丘陵地帯を走る道沿いに家屋が点在しており、そのほとんどはこの地域で見られる茶色屋根である。最寄りの幹線道路は街から東へ4kmほどのところを通るD825である。

## 行政
- 市長：ジャニーヌ・モント（Jeanine Montes、2008年3月から）
- 前市長：アルベール・マンサ（Albert Mansas、2001年から2008年）

## 人口の推移
| 1962年 | 1968年 | 1975年 | 1982年 | 1990年 | 1999年 | 2006年 | 2007年 |
| ------ | ------ | ------ | ------ | ------ | ------ | ------ | ------ |
| 64     | 72     | 60     | 53     | 54     | 75     | 65     | 69     |

INSEEより。